# Peter Radford
Peter Radford   (Walsall, 20 de setembre de 1939) és un atleta anglès, especialista en curses de velocitat, que va competir durant les dècades de 1950 i 1960.
El 1960 va prendre part en els Jocs Olímpics d'Estiu de Roma, on disputà tres proves del programa d'atletisme. Guanyà la medalla de bronze en els 100 metres i els 4x100 metres, formant equip amb David Jones, David Segal i Nick Whitehead; mentre en els 200 metres quedà eliminat en semifinals. Quatre anys més tard, als Jocs de Tòquio, tornà a disputar tres proves del programa d'atletisme. Fou vuitè en els 4x100 metres, mentre en les altres dues quedà eliminat en sèries.
En el seu palmarès també destaquen dues medalles al Campionat d'Europa d'atletisme de 1958, de plata en els 4x100 metres i de bronze en els 100 metres; així com dues medalles d'or en els 4x100 iardes als Jocs de la Commonwealth, el 1958 i 1962. A nivell nacional es proclamà campió de les 100 iardes el 1959 i 1960.
El 28 de maig de 1960, a Wolverhampton, va establir el rècord mundial dels 200 metres amb un temps de 20,5".

## Millors marques
- 100 metres. 10.29" (1958)
- 200 metres. 20.4" (1960)[7]